# فليتشير سميث (لاعب اتحاد الرغبي)
فليتشير سميث (بالإنجليزية: Fletcher Smith)‏ هو لاعب اتحاد الرغبي نيوزيلندي، ولد في 1 مارس 1995 في مدينة نيلسون في نيوزيلندا.

## وصلات خارجية
- فليتشير سميث عل موقع إسبنسكروم (الإنجليزية)
- فليتشير سميث على موقع ItsRugby.co.uk (الإنجليزية)